# 二七广场站
二七广场站是郑州地铁的1号线和3号线的换乘站，位于中华人民共和国河南省郑州市二七区（部分结构位于管城回族区）二七广场西侧地下，启用于2013年12月28日。

## 車站結構
二七广场站分为1号线车站和3号线车站两部分，1号线车站位于正兴街地下，略呈西南-东北向布置。3号线车站位于解放路地下，略呈西北-东南向布置，与1号线车站呈“V”形交叉。

### 车站楼层
二七广场站的1号线车站主体结构为地下二层车站，B1层为站厅层，B2层为1号线站台层。3号线车站为地下三层车站，B1层为站厅层，B2层为设备层，B3层为3号线站台层。

#### 1号线车站楼层
| 1F  | 地面     | A-I出入口                                                                                                   | A-I出入口                                                                                                   | A-I出入口                                                                                                   |
| B1F | 站厅     | 客服中心、自动售票机、行李检查、闸机、车站控制室、通往德化新街和华联商厦地下商业街的出入口 连通 █ 3号线站厅 | 客服中心、自动售票机、行李检查、闸机、车站控制室、通往德化新街和华联商厦地下商业街的出入口 连通 █ 3号线站厅 | 客服中心、自动售票机、行李检查、闸机、车站控制室、通往德化新街和华联商厦地下商业街的出入口 连通 █ 3号线站厅 |
| B2F | █ 1号线  | 往河南工业大学方向（郑州火车站）                                                                            | 往河南工业大学方向（郑州火车站）                                                                            | 往河南工业大学方向（郑州火车站）                                                                            |
| B2F | 岛式站台 | | 至站厅 | 卫生间 |
| B2F | █ 1号线  | 往河南大学新区方向（人民路）                                                                                | 往河南大学新区方向（人民路）                                                                                | 往河南大学新区方向（人民路）                                                                                |

#### 3号线车站楼层
| 1F  | 地面     | K、L出入口                                                        | K、L出入口                                                        | K、L出入口                                                        |
| B1F | 站厅     | 客服中心、自动售票机、行李检查、闸机、车站控制室 连通 █ 1号线站厅 | 客服中心、自动售票机、行李检查、闸机、车站控制室 连通 █ 1号线站厅 | 客服中心、自动售票机、行李检查、闸机、车站控制室 连通 █ 1号线站厅 |
| B2F | 设备层   | 车站设备                                                          | 车站设备                                                          | 车站设备                                                          |
| B3F | █ 3号线  | 往省体育中心方向（人民公园）                                      | 往省体育中心方向（人民公园）                                      | 往省体育中心方向（人民公园）                                      |
| B3F | 岛式站台 |                                                                   | 至站厅                                                            | 卫生间                                                            |
| B3F | █ 3号线  | 往滨河新城南方向（西大街）                                        | 往滨河新城南方向（西大街）                                        | 往滨河新城南方向（西大街）                                        |
| B3F | 侧式站台 |                                                                   | 至站厅                                                            | 卫生间                                                            |

### 站厅
二七广场站的1号线车站和3号线车站各设1座站厅，均设有客服中心、自动售票机、行李检查等设施。站厅由闸机和栏杆分隔为付费区和非付费区，3号线站厅的东南侧与1号线站厅的北侧之间连通，付费区和非付费区均互相连接。两座站厅的付费区内均设有自动扶梯、步梯和无障碍电梯，连接对应的站台。在3号线站厅非付费区近L出入口处设有卫生间和母婴室。

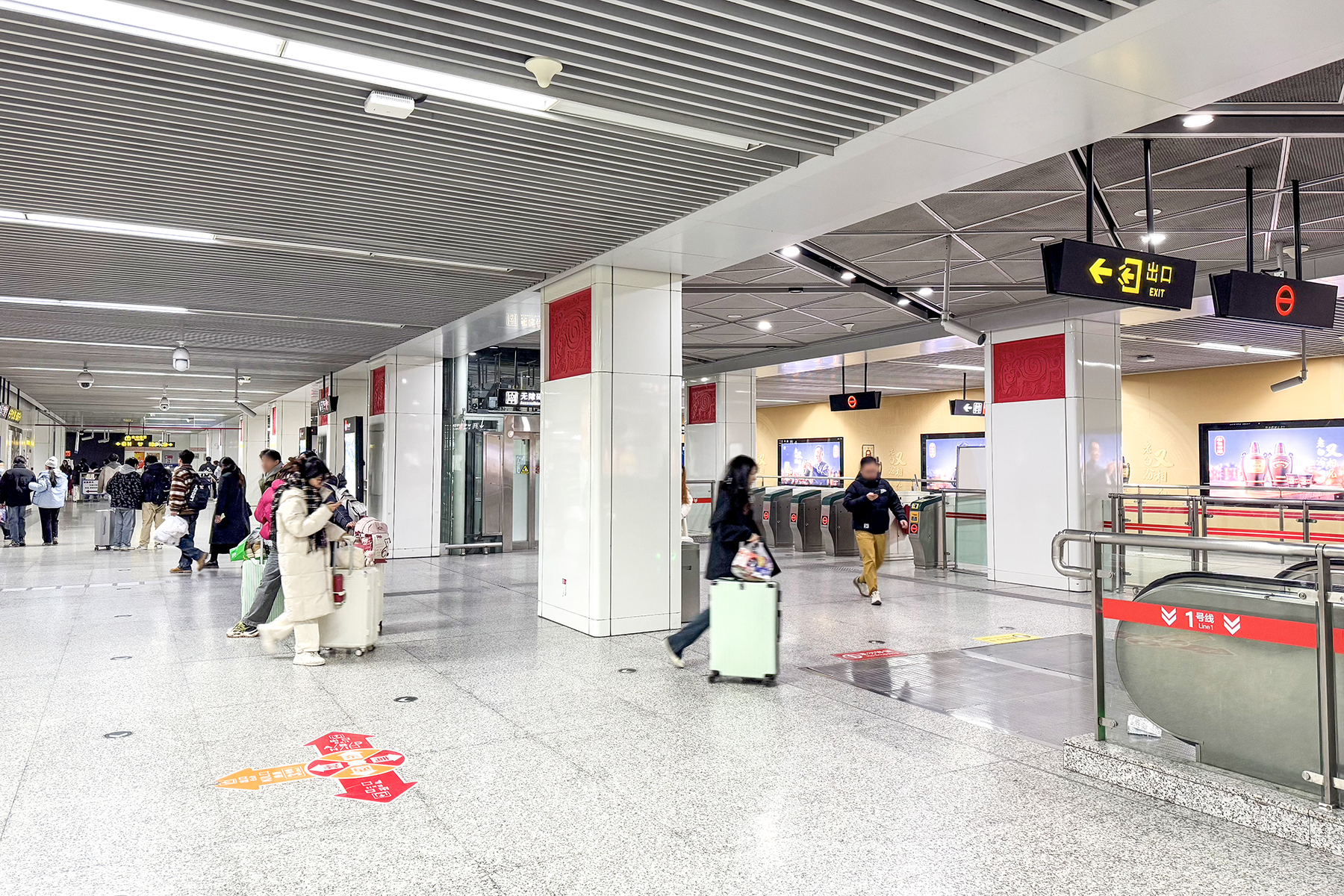
1号线站厅
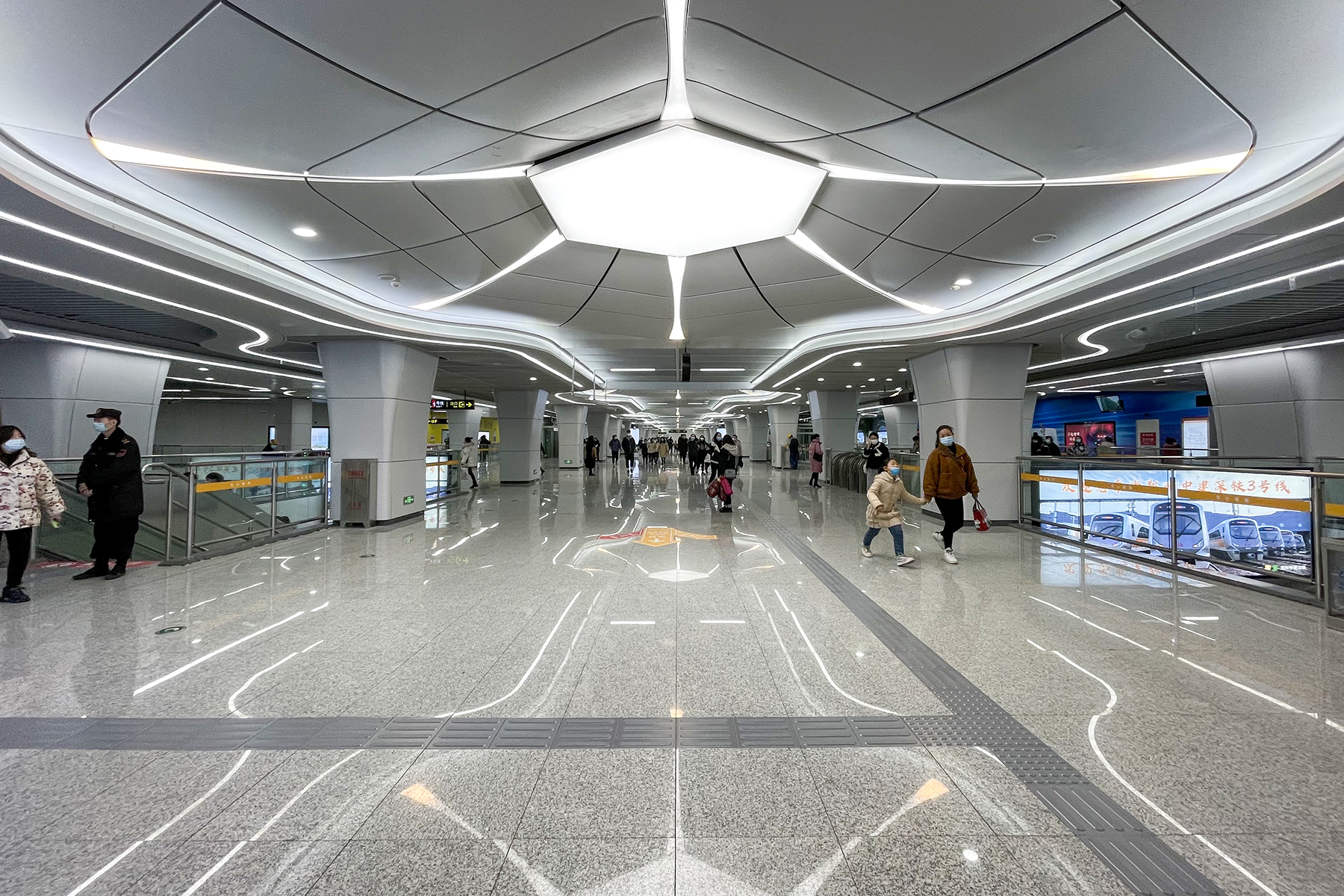
3号线站厅
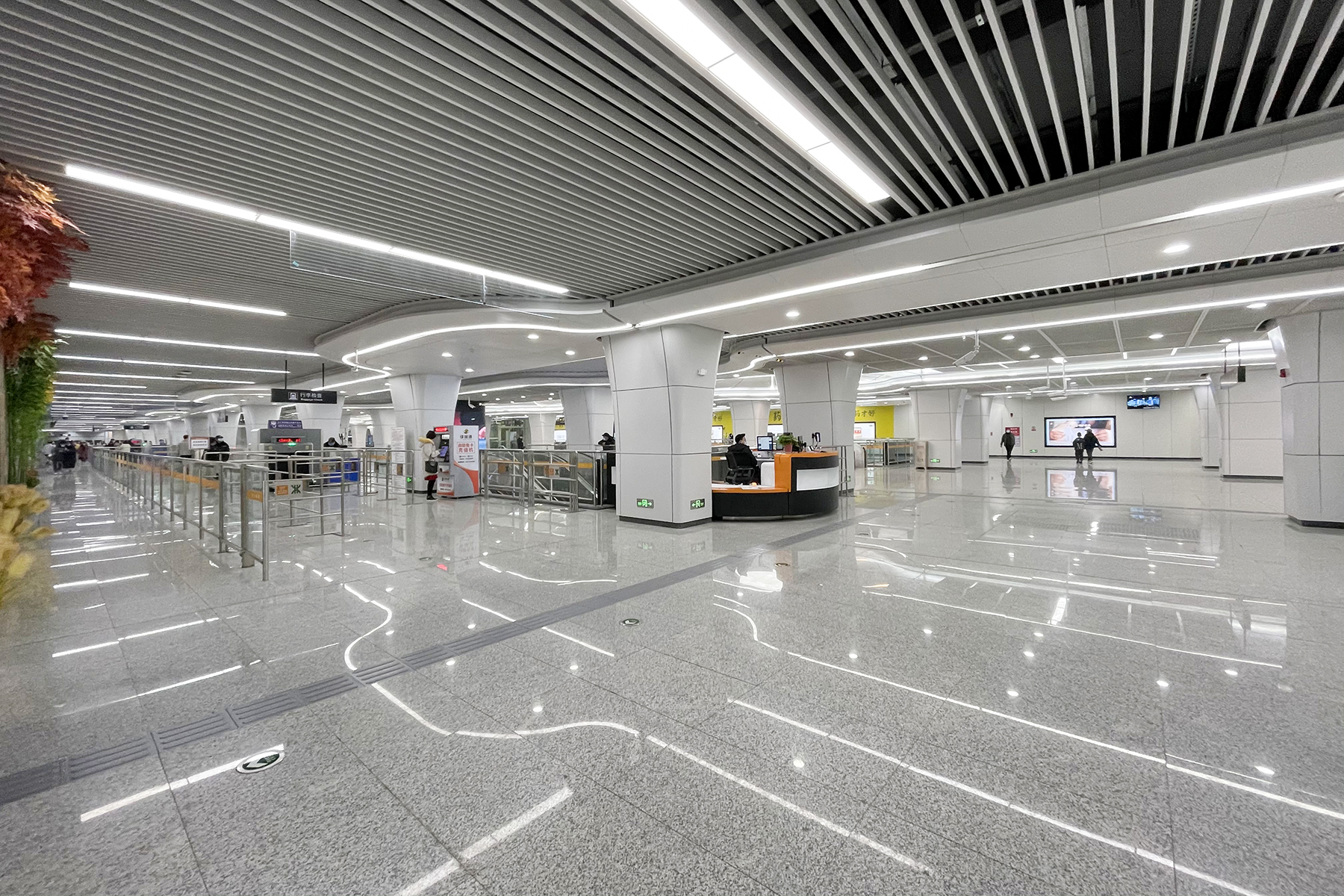
3号线站厅
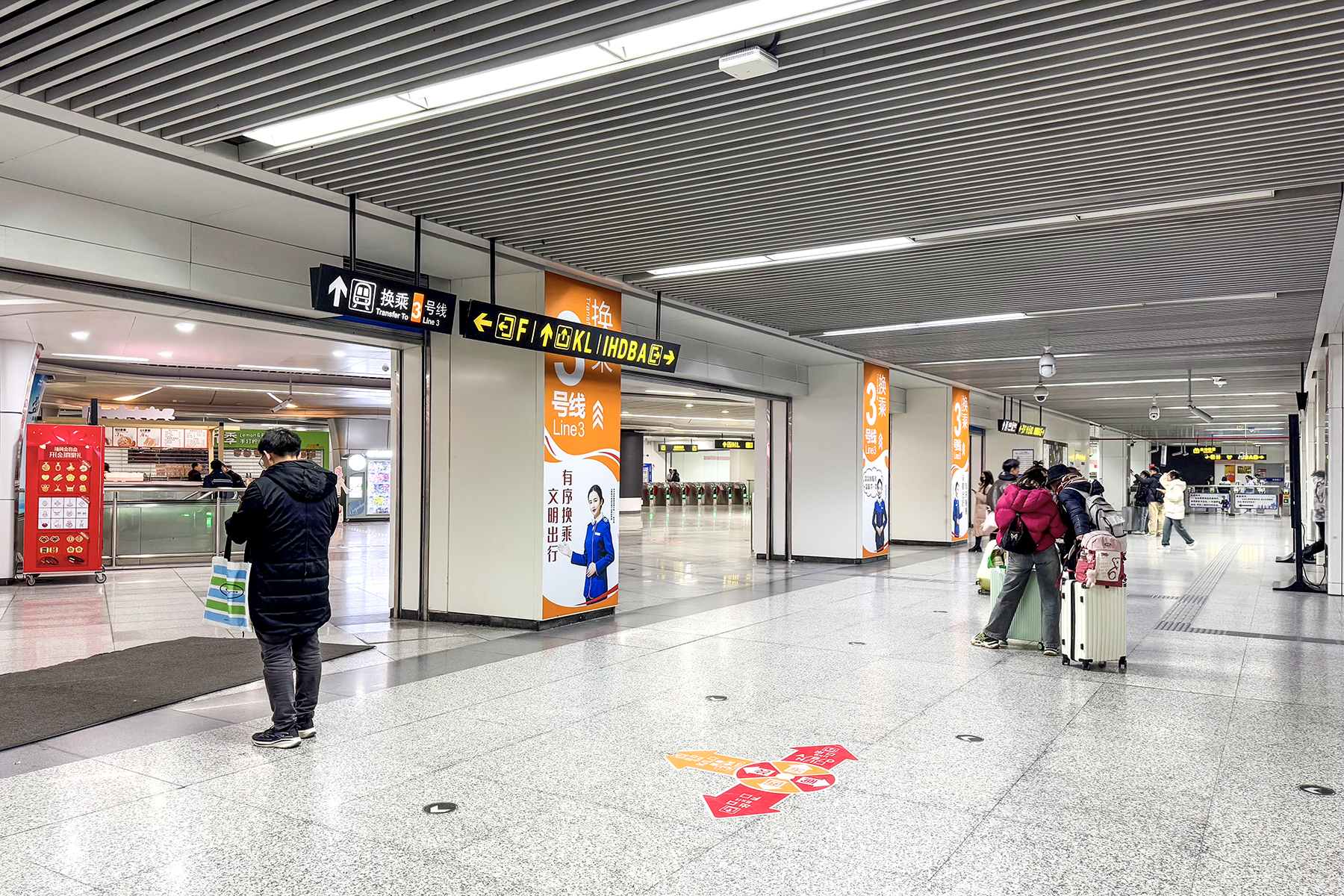
1号线站厅与3号线站厅连接处

### 站台
二七广场站的1号线车站设1座岛式站台，位于B2层，安装有高站台门。其中南侧站台面由下行（河南大学新区方向）列车使用，北侧站台面由上行（河南工业大学方向）列车使用，站台东端设有卫生间。
3号线车站设有1座岛式站台和1座侧式站台，位于B3层，均安装有高站台门。其中侧式站台位于南侧，岛式站台位于北侧。3号线下行（滨河新城南）方向采用西班牙式站台设计，下行列车开两侧车门，侧式站台只供下客使用，岛式站台的南侧站台面供上客使用。上行（省体育中心）方向列车则只开左侧车门，使用岛式站台的北侧站台面同时上下客。在岛式站台和侧式站台的东端均设置有卫生间。
该站的1号线站台与3号线站台之间并无直接的连接通道，乘客需经由站厅进行换乘。

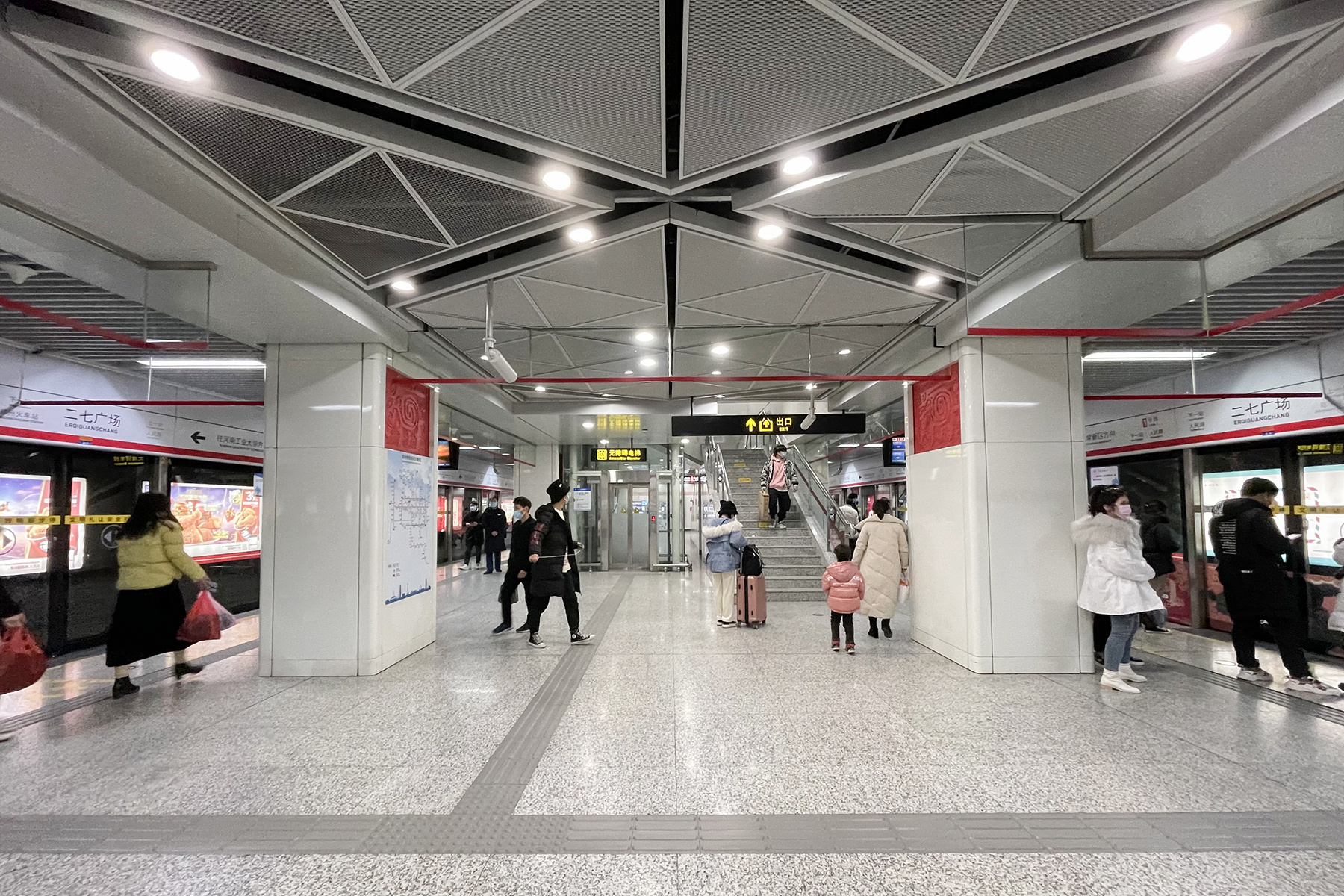
1号线站台
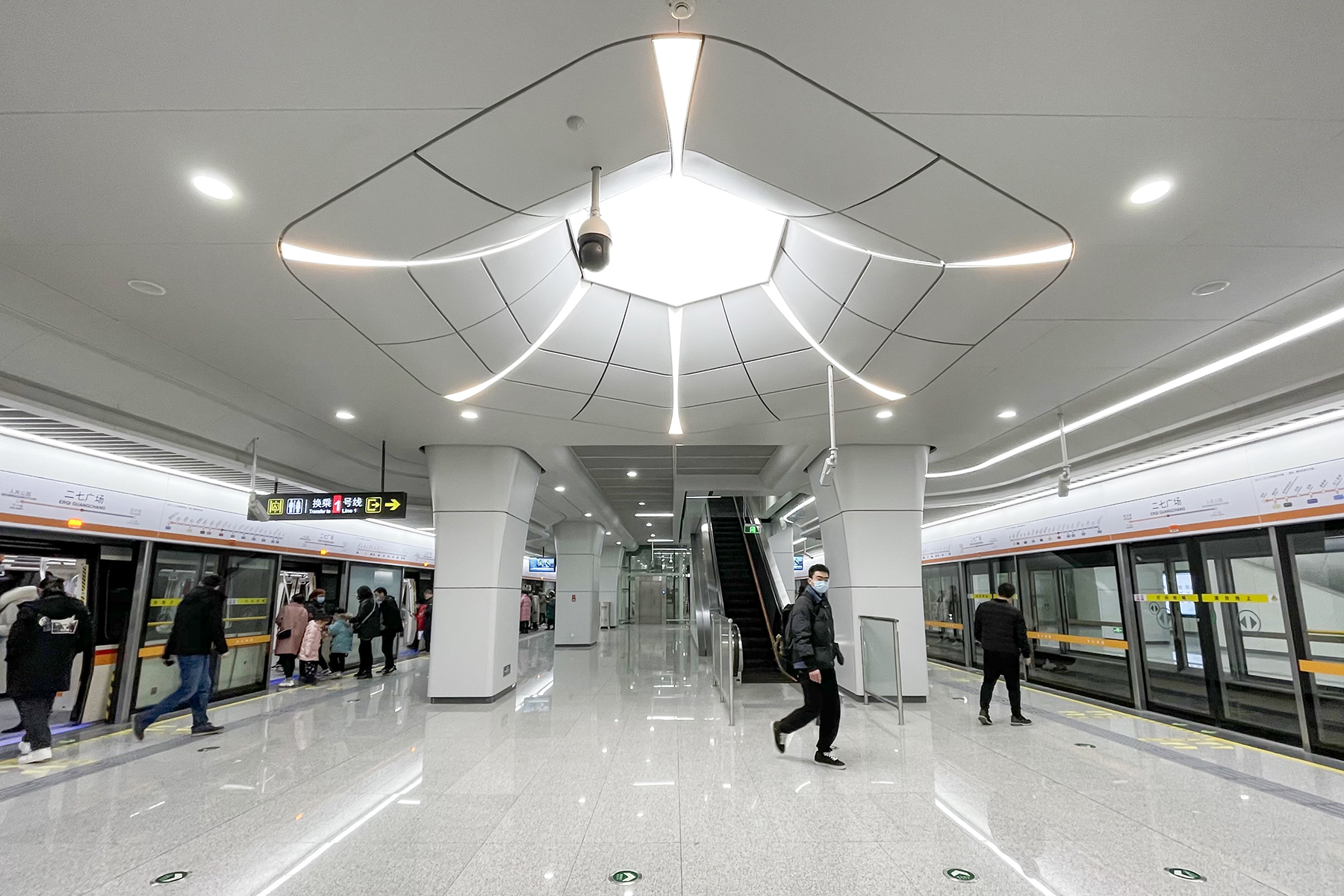
3号线岛式站台
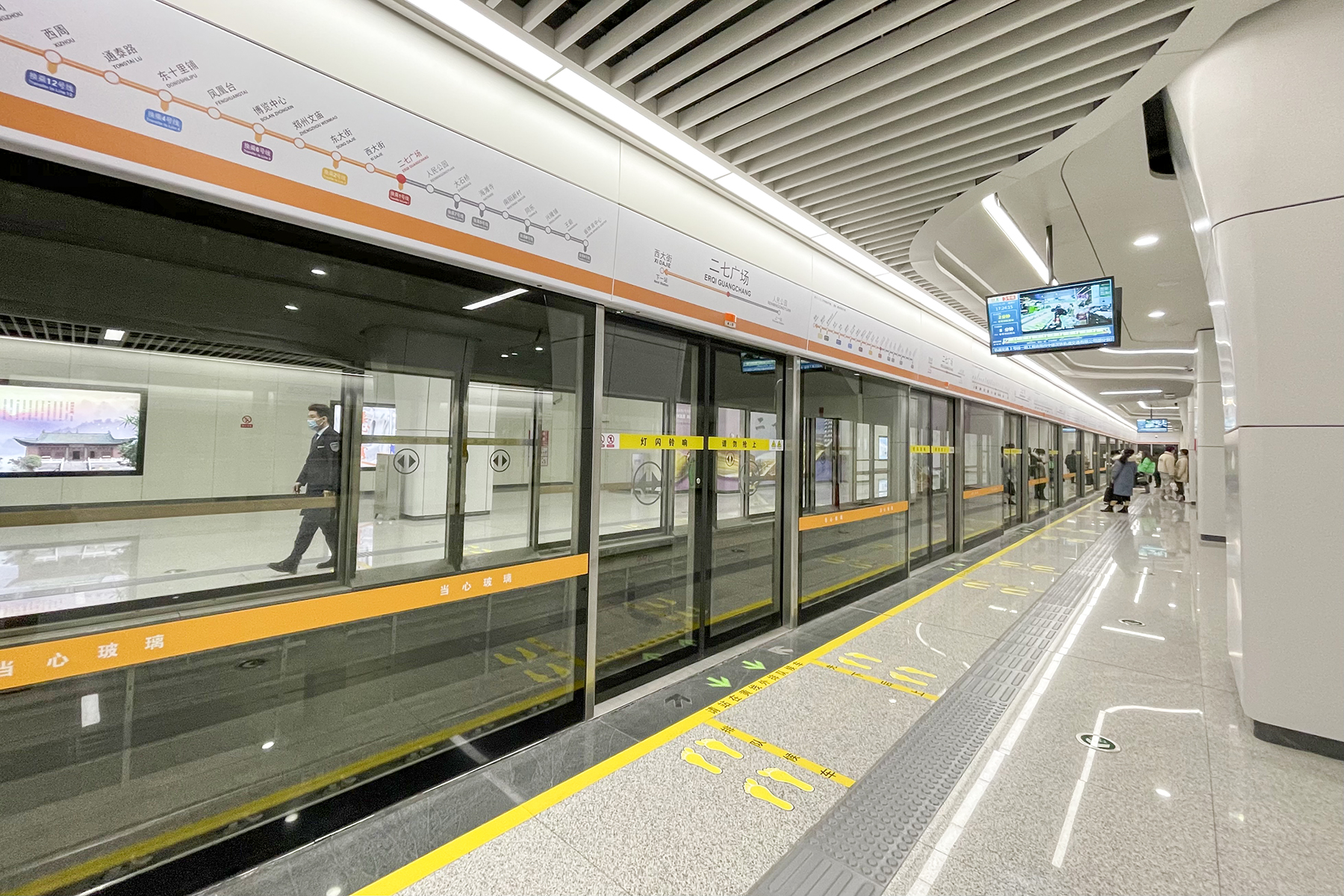
3号线下行路轨，对面为只供下行列车下客的侧式站台

### 出入口
二七广场站设A、B、D、F、H、I、K、L共8个出入口。A-I口连接地面和1号线站厅的非付费区，其中A口位于人民路北侧商城大厦门前，B口位于西大街北侧天然商厦门前，D口位于二七广场西侧，F口位于正兴街，H口位于原北京华联商厦门前的停车场东侧，I口位于二七路西侧郑州华联商厦门前。K口和L口连接地面和3号线站厅的非付费区，分别位于解放路的南侧和北侧。H口和L口设有无障碍电梯。除以上出入口之外，在B1层站厅近A/B口通道附近和D口通道旁还辟有两个通往德化新街的未编号出入口。I口通道附近辟有一个连接郑州华联商厦地下一层商业街的未编号出入口。
该站目前开通的已编号出入口信息如下所示。
| 二七广场人民路 | 二七广场人民路     | 二七广场人民路 | 二七广场人民路 | 二七广场人民路 |
| 编号           | 路线               | 路线           | 路线           | 备注           |
| -------------- | ------------------ | -------------- | -------------- | -------------- |
| G37            | 兴国路公交站       | ⇆              | 会展中心       |                |
| 40             | 金沙江路公交站     | ⇆              | 经一路红旗路   |                |
| G52            | 东风南路商都路     | ⇆              | 长江西路西三环 |                |
| 65             | 中州大道广电南路   | ⇆              | 火车站北港湾   |                |
| G81            | 宇通路公交站       | ⇆              | 紫荆山人民路   |                |
| G82            | 嵩山南路南四环     | ⇆              | 晨旭路中州大道 | B2路支线       |
| 89             | 南四环中州大道     | ⇆              | 民主路北京华联 |                |
| 903            | 航海路秦岭路       | ⇆              | 农业路中州大道 |                |
| B17            | 经开第八大街公交站 | ⇆              | 火车站南港湾   | 原33路         |
| Y1             | 民航花园公交站     | ⇆              | 火车站北港湾   | 夜间服务       |
| Y5             | 郑州东站           | ⇆              | 火车站北港湾   | 夜间服务       |
| Y10            | 北三环中州大道     | ⇆              | 火车站北港湾   | 夜间服务       |
| Y11            | 花园口村公交站     | ⇆              | 火车站北港湾   | 夜间服务       |

| 二七广场二七路 | 二七广场二七路 | 二七广场二七路 | 二七广场二七路 | 二七广场二七路 |
| 编号           | 路线           | 路线           | 路线           | 备注           |
| -------------- | -------------- | -------------- | -------------- | -------------- |
| 6              | 东赵公交站     | ⇆              | 火车站北港湾   |                |
| 21             | 德润路公交站   | ⇆              | 火车站南港湾   |                |
| 34             | 通达路西四环   | ⇆              | 火车站北港湾   |                |
| 906            | 佛岗村公交站   | ⇆              | 郑州海洋馆     |                |
| B50            | 琉璃寺新村     | ⇆              | 火车站北港湾   | 原10路         |
| Y6             | 东赵公交站     | ⇆              | 火车站北港湾   | 夜间服务       |

| 二七广场人民路 | 二七广场人民路     | 二七广场人民路 | 二七广场人民路 | 二七广场人民路 |
| 编号           | 路线               | 路线           | 路线           | 备注           |
| -------------- | ------------------ | -------------- | -------------- | -------------- |
| G9             | 花园口村公交站     | ⇆              | 航海路秦岭路   |                |
| 40             | 金沙江路公交站     | ⇆              | 经一路红旗路   |                |
| 65             | 中州大道广电南路   | ⇆              | 火车站北港湾   |                |
| G81            | 宇通路公交站       | ⇆              | 紫荆山人民路   |                |
| G82            | 嵩山南路南四环     | ⇆              | 晨旭路中州大道 | B2路支线       |
| 903            | 航海路秦岭路       | ⇆              | 农业路中州大道 |                |
| B17            | 经开第八大街公交站 | ⇆              | 火车站南港湾   | 原33路         |
| Y1             | 民航花园公交站     | ⇆              | 火车站北港湾   | 夜间服务       |
| Y5             | 郑州东站           | ⇆              | 火车站北港湾   | 夜间服务       |
| Y10            | 北三环中州大道     | ⇆              | 火车站北港湾   | 夜间服务       |
| Y11            | 花园口村公交站     | ⇆              | 火车站北港湾   | 夜间服务       |

| 二七广场二七路 | 二七广场二七路 | 二七广场二七路 | 二七广场二七路 | 二七广场二七路 |
| 编号           | 路线           | 路线           | 路线           | 备注           |
| -------------- | -------------- | -------------- | -------------- | -------------- |
| 6              | 东赵公交站     | ⇆              | 火车站北港湾   |                |
| 21             | 德润路公交站   | ⇆              | 火车站南港湾   |                |
| 34             | 通达路西四环   | ⇆              | 火车站北港湾   |                |
| 906            | 佛岗村公交站   | ⇆              | 郑州海洋馆     |                |
| B50            | 琉璃寺新村     | ⇆              | 火车站北港湾   | 原10路         |
| Y6             | 东赵公交站     | ⇆              | 火车站北港湾   | 夜间服务       |

## 车站装饰

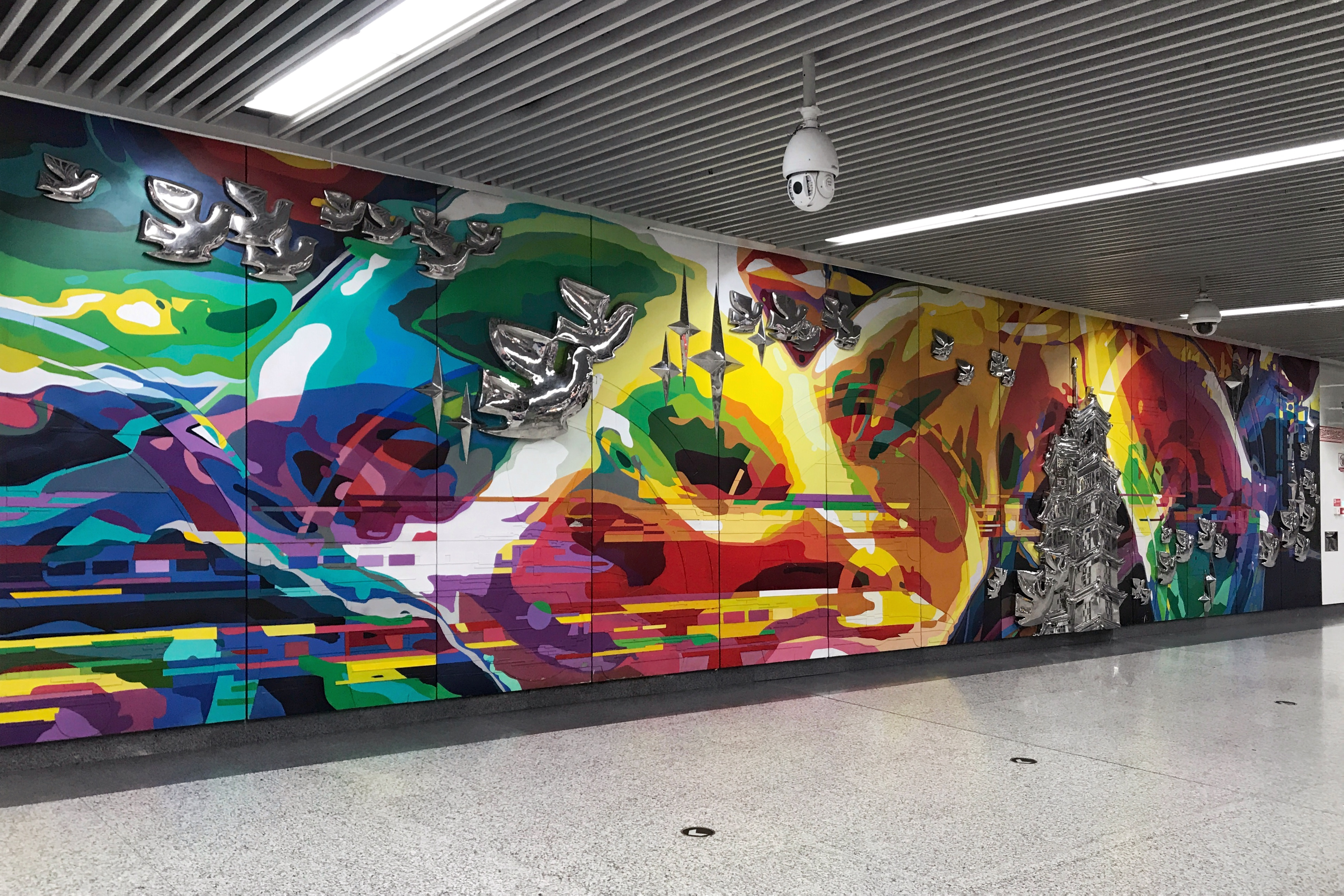
原位于1号线站厅的文化墙（2019年7月），现已移至3号线站厅一侧

二七广场站3号线站厅内设有主题为“二七梦幻”的文化墙，以二七纪念塔为主要文化元素。该文化墙原位于1号线站厅内，因位于1号线和3号线站厅的连通处，在3号线开通之前整体迁移至3号线站厅一侧。

## 利用状况
二七广场站位于郑州市中心的核心地带，是郑州市标志性建筑二七纪念塔所在地，周边为“二七商圈”，是郑州市的主要商业区，分布有华联商厦、丹尼斯大卫城、郑州万象城、郑州百货大楼等多家购物中心以及德化商业步行街，因此该站客流一直维持在高水平，截至2018年4月，是郑州地铁客流量最大的车站。